# Ferragosto
Mit Ferragosto (von lat. feriae Augusti ‚Festtag des Augustus‘) wird in Italien der Feiertag bezeichnet, der auf den 15. August fällt – die katholische Kirche begeht an diesem Datum den Feiertag Mariä Himmelfahrt. Er gilt als einer der wichtigsten kirchlichen und familiären Feiertage Italiens. Der 15. August gilt in Italien als der heißeste Tag des Sommers und kennzeichnet somit den „Wendepunkt des Sommers“.

## Geschichte

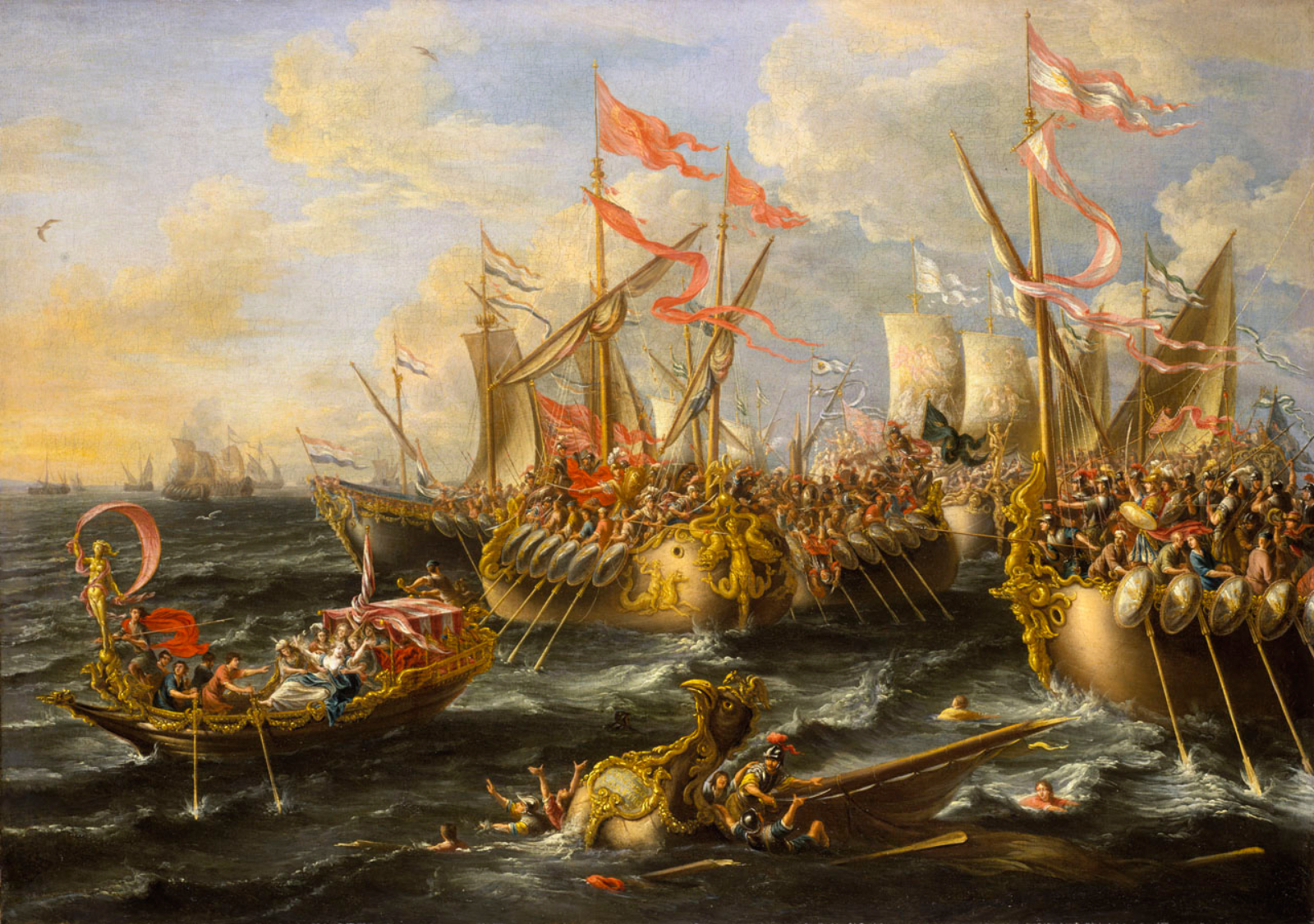
Darstellung der Schlacht bei Actium von Lorenzo A. Castro, 1672

### Ursprung
Der Feiertag geht auf den ersten römischen Kaiser Augustus zurück: Am 13., 14. und 15. August 29 v. Chr. feierte dieser in Rom nach seinen Siegen über Marcus Antonius und Kleopatra bei Actium und Alexandria einen dreitägigen Triumph – offiziell für die Eroberung Ägyptens. Die Jahrestage und später nur der 15. August waren von da an im ganzen römischen Reich Feiertage feriae Augusti.

### Christianisierung
Im Zuge der Christianisierung wurde auf diesen wichtigen staatlichen Feiertag ein religiöses Fest gelegt – Mariä Himmelfahrt. Es wurde im 5. Jahrhundert von Bischof Kyrill von Alexandrien eingeführt.

### 20. Jahrhundert
Während der faschistischen Ära unter Benito Mussolini entwickelte sich Ferragosto zu einem Reisetag für die Gesamtbevölkerung, auch für die einkommenschwächeren Schichten. Es wurden ab der zweiten Hälfte der 1920er Jahre Sonderzüge mit vergünstigten Fahrpreisen ans Meer oder in die Berge über verschiedene faschistische Organisationen angeboten.

## Bedeutung heute

### Italien
Um diesen Tag herum planen die heutigen Italiener ihren Urlaub, zumeist im eigenen Land, und zwar dort, wo es kühl ist: am Meer oder in den Bergen. Deshalb verstehen viele Italiener unter Ferragosto auch den gesamten Urlaub, den sie um den 15. August nehmen. Dieser Zeitraum ist fast wie staatlich angeordnete Ferienzeit zu betrachten. Nahezu das gesamte administrative und wirtschaftliche Leben kommt zum Erliegen.

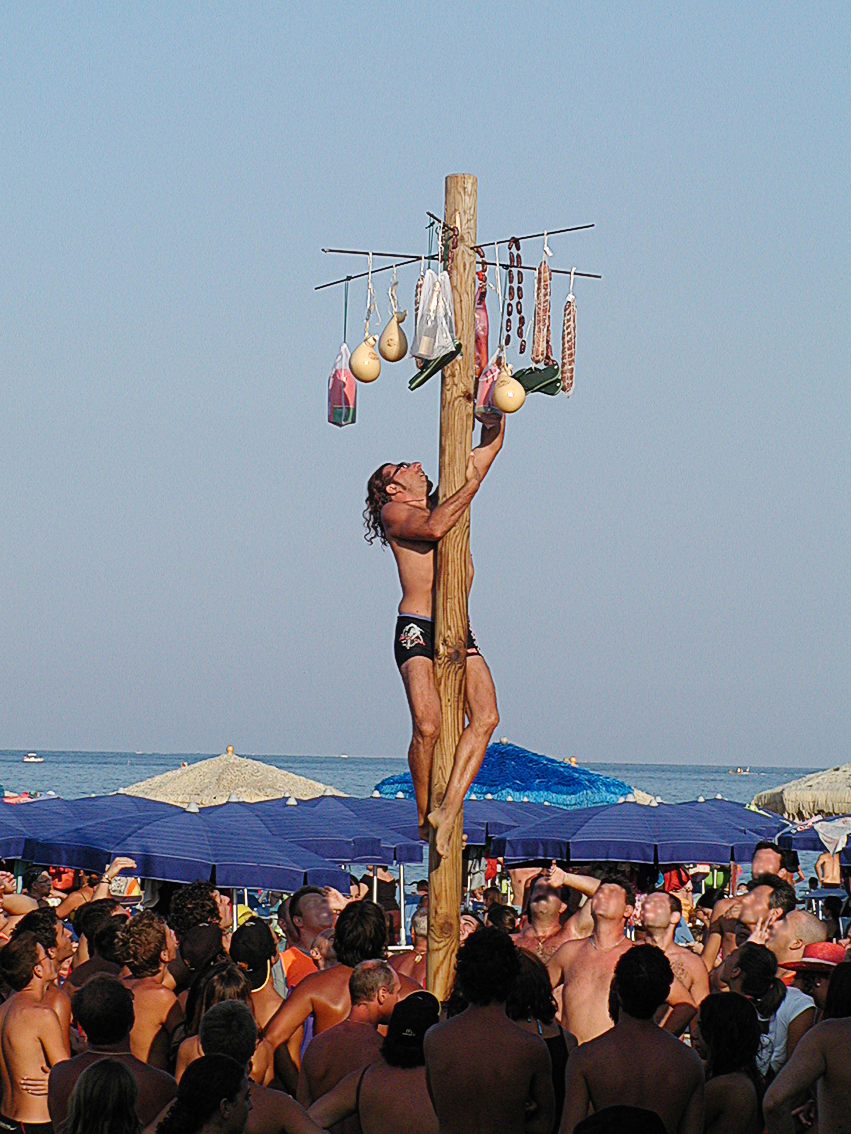
Ausgelassene Spiele am Strand zu Ferragosto

Es muss mit vollen Stränden, langen Staus, ausgebuchten Pensionen, Hotels, Restaurants und Campingplätzen gerechnet werden. Folgerichtig kennzeichnet Ferragosto auch den Mittelpunkt der Höchstsaison. Zu keinem Zeitpunkt ist das Urlauberleben in Italien teurer, aber auch lebendiger und reicher an Veranstaltungen als in den Tagen rund um Ferragosto. Überall wird gefeiert und der Abend vielerorts mit einem Feuerwerk um Mitternacht abgeschlossen. In den Großstädten und in Orten außerhalb der Ferienregionen ist dagegen damit zu rechnen, dass die meisten Läden, Restaurants, Theater, Kinos, Werkstätten, aber auch Behörden geschlossen sind.

### Außerhalb Italiens
Der 15. August wird auch in Österreich, in Liechtenstein (gleichzeitig Staatsfeiertag), in Teilen Deutschlands, der Schweiz und in vielen mehrheitlich katholischen bzw. orthodoxen Staaten wie Belgien, Frankreich, Spanien, Kroatien, mehrheitlich katholisch-kroatischen Gebieten in Bosnien-Herzegowina, Griechenland, Rumänien, Georgien (als Mariamoba am 28. August) und Zypern als Mariä Himmelfahrt gefeiert.